# Moinești

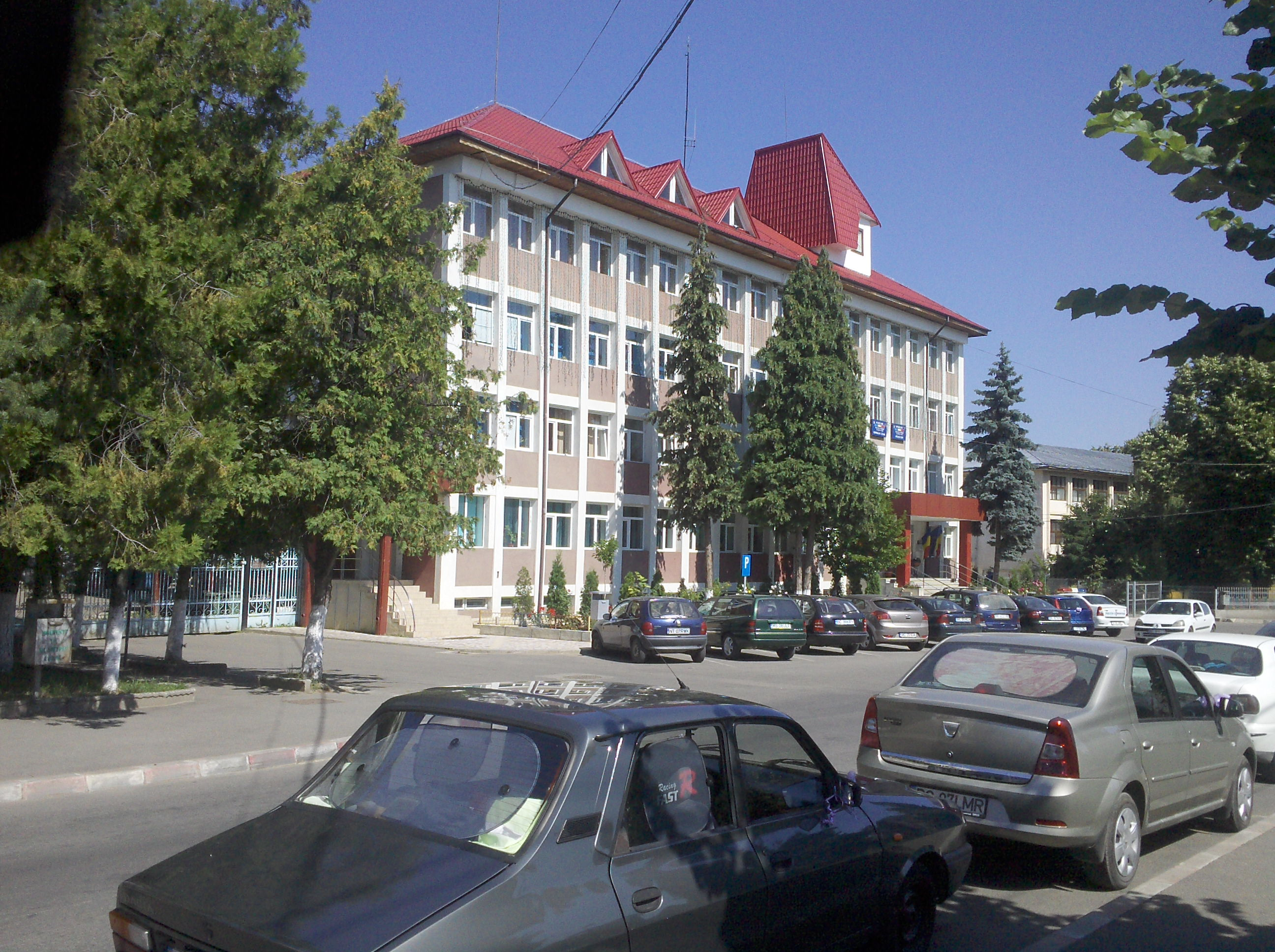
Ayuntamiento de Moineşti, Romênia.

Moinești é uma cidade da Roménia com 25.532 habitantes, localizada no judeţ (distrito) de Bacău. É a terra natal do poeta dadaísta Trstan Tzara